# Sara Trobäck
Sara Trobäck, Sara Katarina Trobäck Hesselink, född 1978 i Fjugesta, är en svensk violinist.
Trobäck började som sextonåring studera vid Musikhögskolan i Göteborg för Tibor Fülep och fortsatte sedan vid Royal Academy of Music i London för György Pauk. Hon blev 2002 alternerande förste konsertmästare i Göteborgs Symfoniker och är sedan 2009 förste konsertmästare där. Hon är sedan 2008 ledamot av Kungliga Musikaliska Akademien. Tillsammans med cellisten Claes Gunnarsson och pianisten Per Lundberg ingår hon i den göteborgsbaserade pianotrion Trio Poseidon.
Hon fick Sten A Olssons kulturstipendium 2003.

## Diskografi

### Solist
- Kurt Atterberg: Svit nr 3 för violin, viola och stråkorkester. Sara Trobäck Hesselink, violin, Per Högberg, viola, Göteborgs Symfoniker, dirigent Neeme Järvi. Chandos CHSA 5116, 2013
- Kurt Atterberg: Svit nr 3 för violin, viola och stråkorkester. Sara Trobäck, violin, Johanna Persson, viola, Svenska Kammarorkestern, dirigent Petter Sundkvist. Naxos 8.553715, 1996
- Beethoven: Trippelkonsert, Brahms: Dubbelkonsert. Sara Trobäck Hesselink, violin, Claes Gunnarsson, cello, Per Lundberg, piano, Göteborgs Symfoniker, dirigent Neeme Järvi. Chandos CHAN 10564, 2010

### Kammarmusiker
- Haydn, Ireland och Brahms: Verk för pianotrio. Trio Poseidon. Daphne 1026, 2007?